# Roudon
Der Roudon ist ein Fluss in Frankreich, der im Département Allier in der Region Auvergne-Rhône-Alpes verläuft. Er entspringt beim Weiler Les Pérochons, im Gemeindegebiet von Montcombroux-les-Mines, entwässert in mehreren großen Schleifen, jedoch generell in nördlicher Richtung, durch das dünn besiedeltes Gebiet der Sologne Bourbonnaise und mündet nach rund 36 Kilometern im Gemeindegebiet von Diou als linker Nebenfluss, etwa 200 Meter oberhalb der Besbre-Mündung, in die Loire. Im Mündungsabschnitt unterquert der Roudon den Canal latéral à la Loire, der hier parallel zur Loire verläuft.

## Orte am Fluss
- Montcombroux-les-Mines
- Saligny-sur-Roudon
- Odépierre, Gemeinde Diou

## Sehenswürdigkeiten
- Schloss Château de Saligny (Monument historique) in Saligny-sur-Roudon